# M. Josephine Mackerras
Mabel Josephine Mackerras, född den 7 augusti 1896 i Deception Bay, Queensland, död den 8 oktober 1971 i Canberra, Australian Capital Territory, var en australisk zoolog, entomolog och parasitolog. Hennes forskning och livsverk bidrog till entomologi, veterinärmedicin och medicinvetenskap.
Mackerras tilldelades Clarkemedaljen 1965 och valdes in i Australian Society of Parasitology 1967.
Auktorsnamnet Bancroft, M. J. kan användas för M. Josephine Mackerras i samband med ett vetenskapligt namn inom zoologin; se Wikipedia-artiklar som länkar till auktorsnamnet.